# Dyniowate

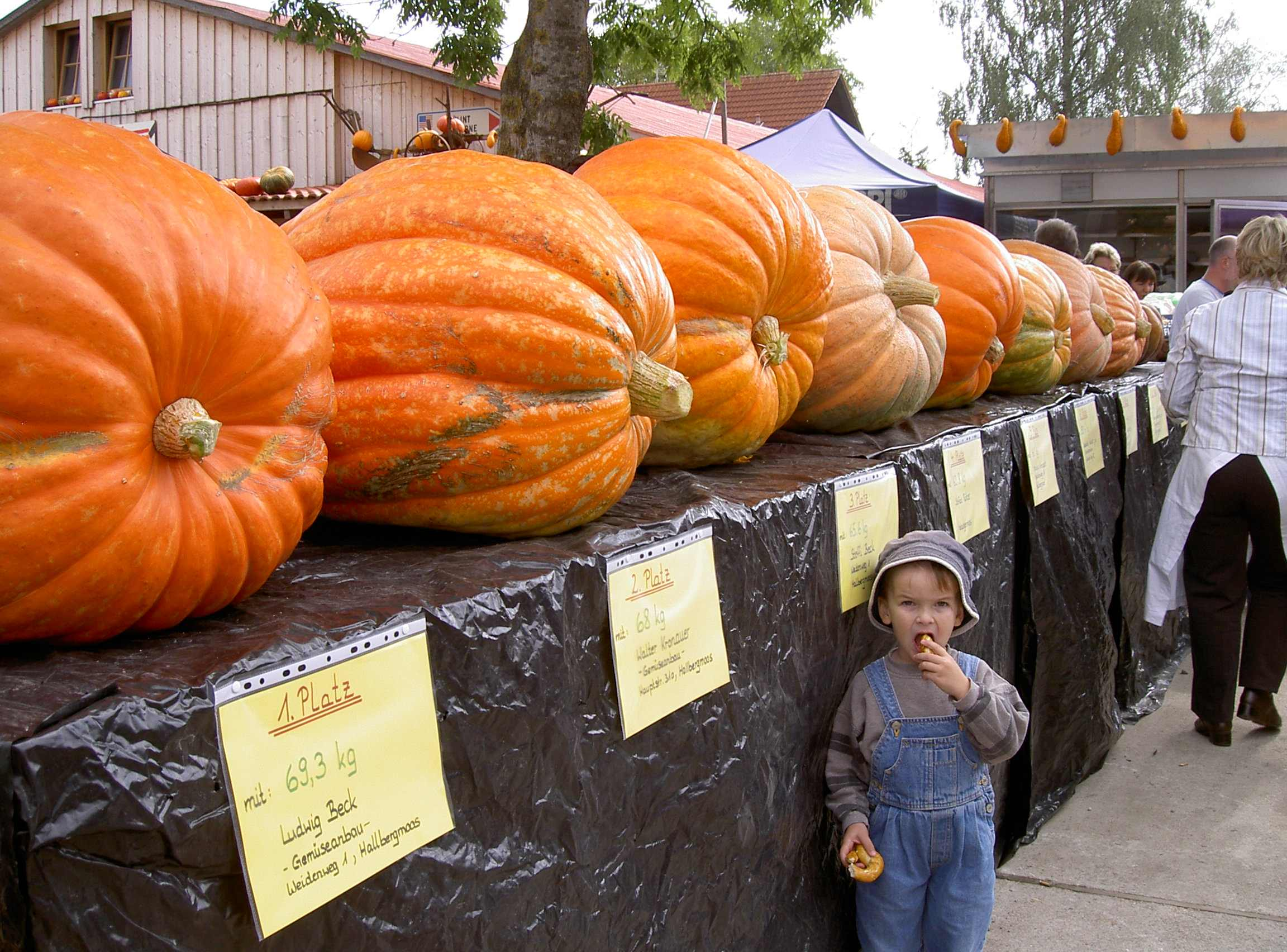
Owoce dyni

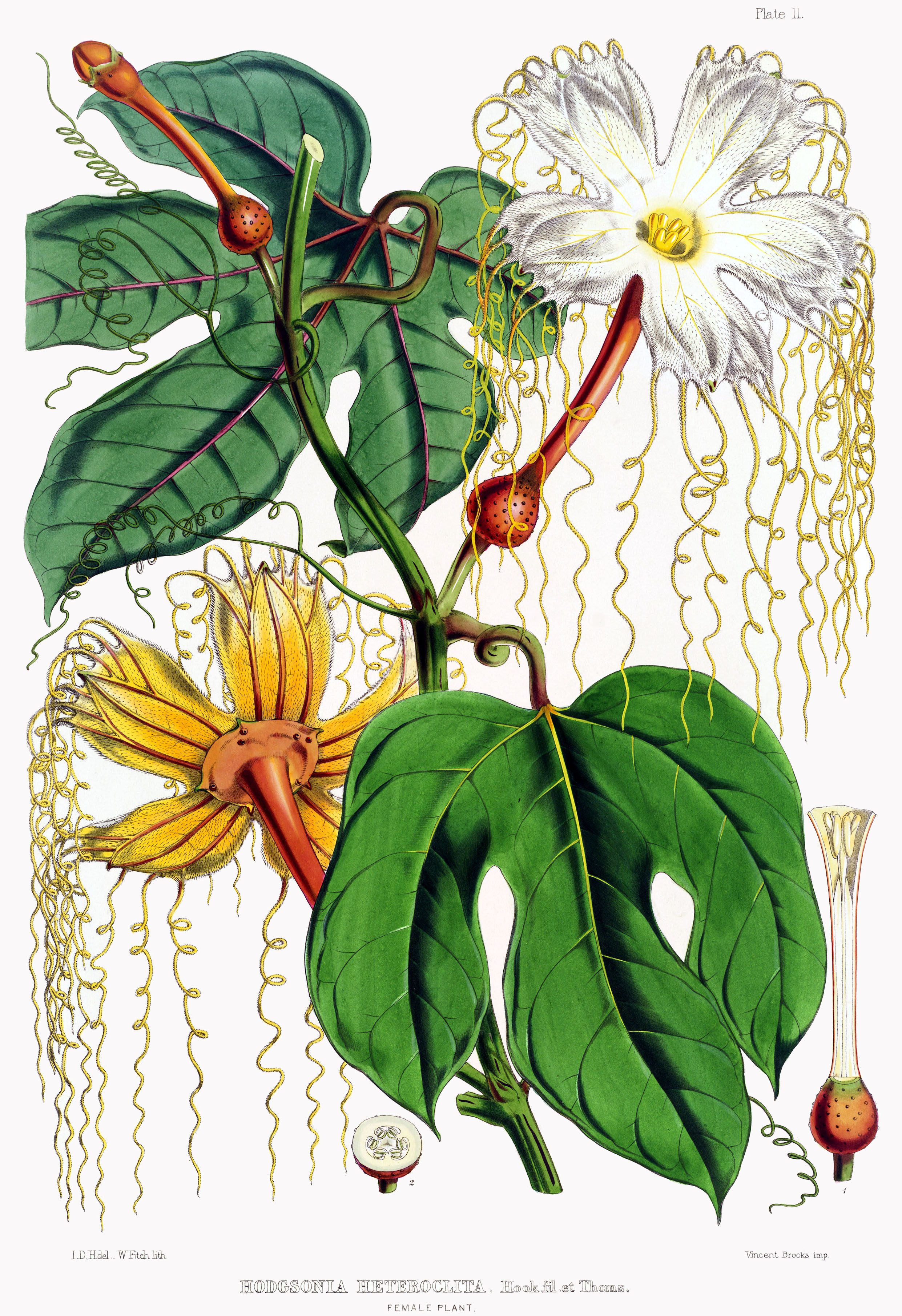
Hodgsonia heteroclita

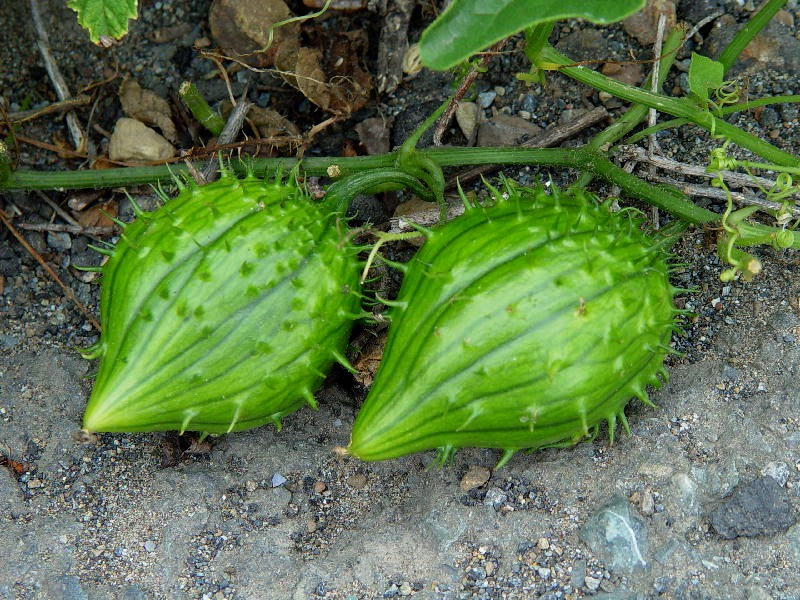
Marah oreganus

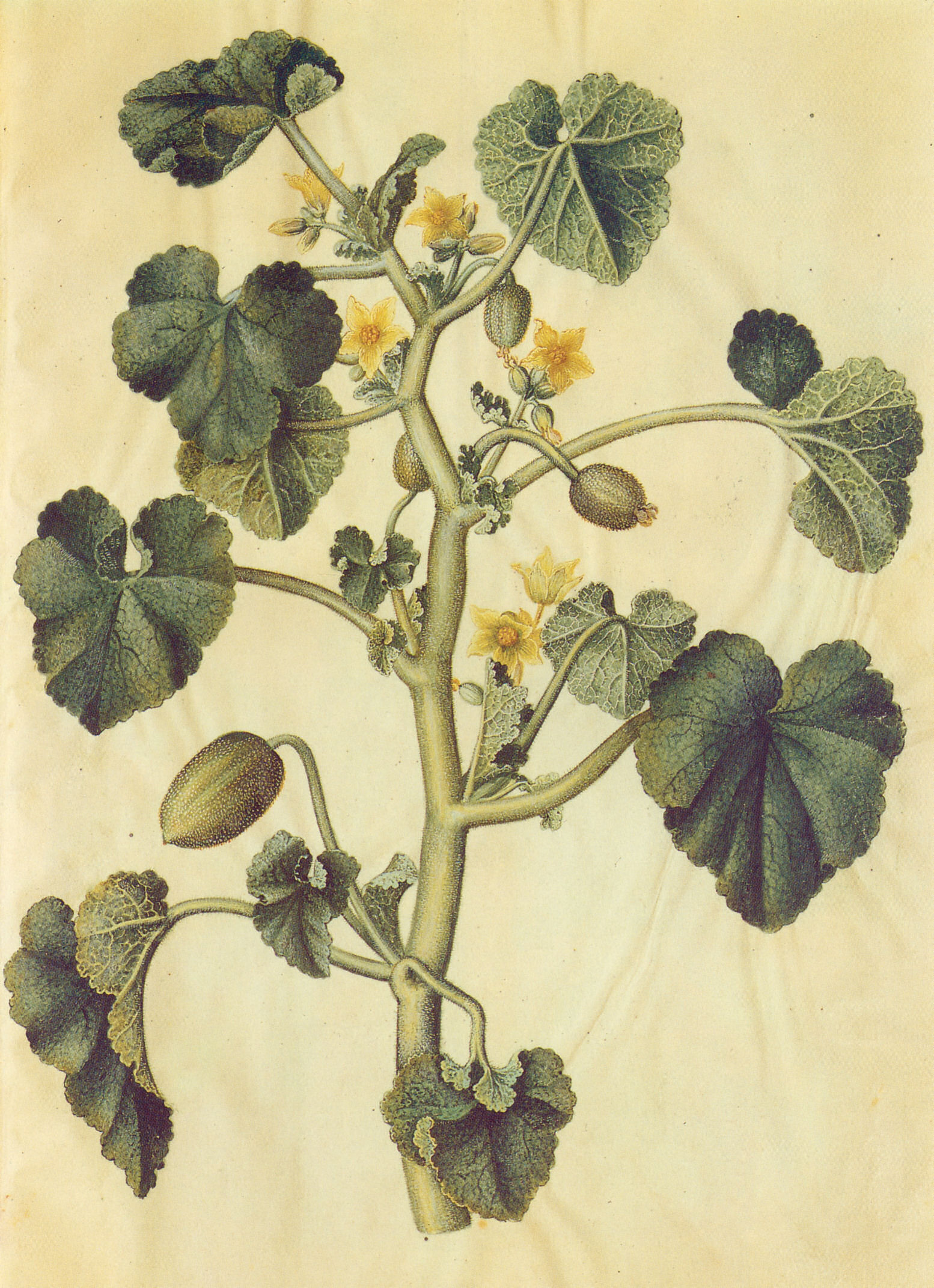
Tryskawiec sprężysty

Dyniowate (Cucurbitaceae Juss.) – rodzina roślin należąca do rzędu dyniowców. Obejmuje ok. 990–1000 gatunków, grupowanych w 97–98 rodzajów. Rośliny te występują w obszarach tropikalnych i subtropikalnych, bardzo nieliczne w strefie umiarkowanej. Obecne są w podobnej liczbie gatunków na Nowym Świecie, jak i na Starym. Stosunkowo największy udział rośliny te mają we florze suchych obszarów Afryki. W Polsce dziko rosną tylko jako gatunki introdukowane rośliny z rodzajów: przestęp (Bryonia), kolczurka (Echinocystis), harbuźnik (Sicyos) i ziemniaczka (Thladiantha). Do rodziny tej należy wiele roślin użytkowych, spożywanych jako warzywa, owoce (głównie rodzaje dynia, ogórek, arbuz), używanych jako rośliny lecznicze i oleiste. Twarde, zewnętrzne części owoców tykwy (tzw. kalabasy) wykorzystywane są jako naczynia i instrumenty, z owoców trukwy wyrabia się tzw. „gąbki roślinne”.

## Morfologia
PokrójRośliny zielne, zwykle jednoroczne lub wieloletnie pnącza, rzadko drewniejące półkrzewy, w przypadku jednego monotypowego rodzaju – niewielkie drzewa (Dendrosicyos). Rośliny często z bulwami korzeniowymi i kłączami, czasem bezlistne i z asymilującą, gruboszowato zgrubiałą łodygą. Pnącza wspinają się za pomocą pojedynczych lub rozgałęziających się (raz lub dwukrotnie) wąsów czepnych pochodzenia pędowego. Owijają się one wokół podpór, przyczepiają się do nich lub wciskają w szczeliny, przy czym ich górna i dolna część zwijają się w przeciwnych kierunkach.
LiścieRozwijają się na pędzie skrętolegle, są ogonkowe i pozbawione przylistków. Blaszka liściowa różnokształtna, często pojedyncza, okrągława w zarysie i klapowana, czasem podzielona dłoniasto. Na brzegu blaszki często występują drobne gruczołowate ząbki.
KwiatyPromieniste (rzadko grzbieciste) i pięciokrotne. Najczęściej rozdzielnopłciowe na skutek redukcji pręcików lub słupkowia, odpowiednio w kwiatach żeńskich i męskich, rzadko kwiaty obupłciowe. Wyrastają w kątach liści pojedynczo lub zebrane w różne kwiatostany: pęczki, grona, wiechy, główki, baldachy i kłosy. Szypułka przedłużona w talerzykowato rozszerzone lub lejkowate, dzbankowate albo rurkowato wydłużone dno kwiatowe. Kielich i korona są zrośnięte przynajmniej u podstawy, rzadko płatki korony są wolne. Rzadko też elementy okwiatu występują w innej liczbie niż pięć (od trzech do 10). Spośród pięciu pręcików cztery zrastają się parami, jeden zostaje wolny, czasem też stulają się w centralną kolumienkę. Dolny lub wpół dolny słupek powstaje z trzech (rzadko czterech lub pięciu) owocolistków i zwykle ma wyraźnie zaznaczone ich brzegi. W zalążni jednokomorowej o łożysku ściennym znajdują się zwykle liczne zalążki. Szyjka słupka zwieńczona jest zwykle rozwidlonymi, trzema znamionami. W kwiatach znajdują się często gruczoły wydzielające nektar (miodniki), czasem także olejki.
OwoceMięsiste, jedno- lub wielonasienne jagody (u dyń przekraczających nawet 50 kg wagi) lub torebki, rzadko skrzydlaki i niełupki. Nasiona są zwykle spłaszczone, bezbielmowe, z dużymi liścieniami zawierającymi duże ilości oleju.

## Systematyka
Pozycja systematyczna według APweb (aktualizowany system APG IV z 2016)
Jedna z rodzin rzędu dyniowców należącego do kladu różowych w obrębie okrytonasiennych: 
|  | Corynocarpaceae – pałężynowate |
|  |                                |
|  | Coriariaceae – garbownikowate  |
|  |                                |

|  | Tetramelaceae                                                                             |
|  |                                                                                           |
|  | \| \| Datiscaceae – konopnicowate \| \| \| \| \| \| Begoniaceae – begoniowate \| \| \| \| |
|  |                                                                                           |
|  | Datiscaceae – konopnicowate                                                               |
|  |                                                                                           |
|  | Begoniaceae – begoniowate                                                                 |
|  |                                                                                           |

|  | Datiscaceae – konopnicowate |
|  |                             |
|  | Begoniaceae – begoniowate   |
|  |                             |

|  | Tetramelaceae                                                                             |
|  |                                                                                           |
|  | \| \| Datiscaceae – konopnicowate \| \| \| \| \| \| Begoniaceae – begoniowate \| \| \| \| |
|  |                                                                                           |
|  | Datiscaceae – konopnicowate                                                               |
|  |                                                                                           |
|  | Begoniaceae – begoniowate                                                                 |
|  |                                                                                           |

|  | Datiscaceae – konopnicowate |
|  |                             |
|  | Begoniaceae – begoniowate   |
|  |                             |

|  | Corynocarpaceae – pałężynowate |
|  |                                |
|  | Coriariaceae – garbownikowate  |
|  |                                |

|  | Tetramelaceae                                                                             |
|  |                                                                                           |
|  | \| \| Datiscaceae – konopnicowate \| \| \| \| \| \| Begoniaceae – begoniowate \| \| \| \| |
|  |                                                                                           |
|  | Datiscaceae – konopnicowate                                                               |
|  |                                                                                           |
|  | Begoniaceae – begoniowate                                                                 |
|  |                                                                                           |

|  | Datiscaceae – konopnicowate |
|  |                             |
|  | Begoniaceae – begoniowate   |
|  |                             |

|  | Tetramelaceae                                                                             |
|  |                                                                                           |
|  | \| \| Datiscaceae – konopnicowate \| \| \| \| \| \| Begoniaceae – begoniowate \| \| \| \| |
|  |                                                                                           |
|  | Datiscaceae – konopnicowate                                                               |
|  |                                                                                           |
|  | Begoniaceae – begoniowate                                                                 |
|  |                                                                                           |

|  | Datiscaceae – konopnicowate |
|  |                             |
|  | Begoniaceae – begoniowate   |
|  |                             |

|  | Corynocarpaceae – pałężynowate |
|  |                                |
|  | Coriariaceae – garbownikowate  |
|  |                                |

|  | Tetramelaceae                                                                             |
|  |                                                                                           |
|  | \| \| Datiscaceae – konopnicowate \| \| \| \| \| \| Begoniaceae – begoniowate \| \| \| \| |
|  |                                                                                           |
|  | Datiscaceae – konopnicowate                                                               |
|  |                                                                                           |
|  | Begoniaceae – begoniowate                                                                 |
|  |                                                                                           |

|  | Datiscaceae – konopnicowate |
|  |                             |
|  | Begoniaceae – begoniowate   |
|  |                             |

|  | Tetramelaceae                                                                             |
|  |                                                                                           |
|  | \| \| Datiscaceae – konopnicowate \| \| \| \| \| \| Begoniaceae – begoniowate \| \| \| \| |
|  |                                                                                           |
|  | Datiscaceae – konopnicowate                                                               |
|  |                                                                                           |
|  | Begoniaceae – begoniowate                                                                 |
|  |                                                                                           |

|  | Datiscaceae – konopnicowate |
|  |                             |
|  | Begoniaceae – begoniowate   |
|  |                             |

|  | Corynocarpaceae – pałężynowate |
|  |                                |
|  | Coriariaceae – garbownikowate  |
|  |                                |

|  | Tetramelaceae                                                                             |
|  |                                                                                           |
|  | \| \| Datiscaceae – konopnicowate \| \| \| \| \| \| Begoniaceae – begoniowate \| \| \| \| |
|  |                                                                                           |
|  | Datiscaceae – konopnicowate                                                               |
|  |                                                                                           |
|  | Begoniaceae – begoniowate                                                                 |
|  |                                                                                           |

|  | Datiscaceae – konopnicowate |
|  |                             |
|  | Begoniaceae – begoniowate   |
|  |                             |

|  | Tetramelaceae                                                                             |
|  |                                                                                           |
|  | \| \| Datiscaceae – konopnicowate \| \| \| \| \| \| Begoniaceae – begoniowate \| \| \| \| |
|  |                                                                                           |
|  | Datiscaceae – konopnicowate                                                               |
|  |                                                                                           |
|  | Begoniaceae – begoniowate                                                                 |
|  |                                                                                           |

|  | Datiscaceae – konopnicowate |
|  |                             |
|  | Begoniaceae – begoniowate   |
|  |                             |

Podział rodziny
Podrodzina Actinostemmateae
- Actinostemma Griff.
- Bolbostemma Franquet

Podrodzina Cucurbitoideae
Plemię Benincaseae

- Acanthosicyos Welw. ex Benth. & Hook.f.
- Benincasa Savi – beninkaza, woszcza
- Blastania Kotschy & Peyr.
- Borneosicyos W.J.de Wilde
- Cephalopentandra Chiov.
- Citrullus Schrad. – arbuz
- Coccinia Wight & Arn.
- Cucumis L. – ogórek
- Dactyliandra (Hook.f.) Hook.f.
- Diplocyclos (Endl.) Post & Kuntze
- Indomelothria W.J.de Wilde & Duyfjes
- Khmeriosicyos W.J.de Wilde & Duyfjes
- Lagenaria Ser. – tykwa
- Lemurosicyos Keraudren
- Melothria L.
- Muellerargia Cogn.
- Oreosyce Hook.f.
- Papuasicyos Duyfjes
- Peponium Engl.
- Raphidiocystis Hook.f.
- Ruthalicia C.Jeffrey
- Scopellaria W.J.de Wilde & Duyfjes
- Solena Lour.
- Trochomeria Hook.f.
- Zehneria Endl.

Plemię Bryonieae
- Austrobryonia H.Schaef.
- Bryonia L. – przestęp
- Ecballium A.Rich. – tryskawiec

Plemię Coniandreae

- Apodanthera Arn.
- Bambekea Cogn.
- Ceratosanthes Burm. ex Adans.
- Corallocarpus Welw. ex Hook.f.
- Dendrosicyos Balf.f.
- Doyerea Grosourdy
- Eureiandra Hook.f.
- Gurania (Schltdl.) Cogn.
- Helmontia Cogn.
- Ibervillea Greene
- Kedrostis Medik.
- Psiguria Arn.
- Seyrigia Keraudren
- Trochomeriopsis Cogn.
- Wilbrandia Silva Manso

Plemię Cucurbiteae

- Abobra Naudin – abobra
- Calycophysum H.Karst. & Triana
- Cayaponia Silva Manso
- Cionosicys Griseb.
- Cucurbita L. – dynia
- Cucurbitella Walp.
- Penelopeia Urb.
- Peponopsis Naudin
- Polyclathra Bertol.
- Schizocarpum Schrad.
- Selysia Cogn.
- Sicana Naudin
- Tecunumania Standl. & Steyerm.

Plemię Indofevilleeae H. Schaefer & S. S. Renner 
- Indofevillea Chatterjee

Plemię Joliffieae
- Ampelosycios Thouars
- Cogniauxia Baill.
- Telfairia Hook. – tykwica

Plemię Momordiceae
- Momordica L. – przepękla

Plemię Schizopeponeae
- Herpetospermum Wall. ex Benth. & Hook.f.
- Schizopepon Maxim.

Plemię Sicyoeae

- Brandegea Cogn.
- Cyclanthera Schrad. – cyklantera
- Echinocystis Torr. & A.Gray – kolczurka
- Echinopepon Naudin
- Halosicyos Mart.Crov.
- Hanburia Seem.
- Hodgsonia Hook.f. & Thomson
- Linnaeosicyos H.Schaef. & Kocyan
- Luffa Mill. – trukwa
- Marah Kellogg
- Microsechium Naudin
- Nothoalsomitra I.Telford
- Parasicyos Dieterle
- Sechiopsis Naudin
- Sicyocaulis Wiggins
- Sicyos L. – harbuźnik (w tym Sechium P. Browne – kolczoch)
- Sicyosperma A.Gray
- Trichosanthes L. – gurdlina

Plemię Siraitieae
- Siraitia Merr.

Plemię Thladiantheae
- Baijiania A.M.Lu & J.Q.Li
- Sinobaijiania C.Jeffrey & W.J.de Wilde
- Thladiantha Bunge – ziemniaczka

Plemię Gomphogyneae Bentham & J. D. Hooker
- Alsomitra (Blume) Spach
- Bayabusua W.J.de Wilde
- Gomphogyne Griff.
- Gynostemma Blume
- Hemsleya Cogn. ex F.B.Forbes & Hemsl.
- Neoalsomitra Hutch.

Plemię Triceratieae A. Richard
- Cyclantheropsis Harms
- Fevillea L.
- Pteropepon Cogn.
- Sicydium Schltdl.

Plemię Zanonieae Bentham & J. D. Hooker
- Gerrardanthus Harv. ex Benth. & Hook.f.
- Siolmatra Baill.
- Xerosicyos Humbert
- Zanonia L.